# Braune Hardt
Braune Hardt ist ein Wohnplatz in der zentralen Stadtteilgemarkung von Ellwangen im Ostalbkreis in Baden-Württemberg.

## Beschreibung
Der Ort mit zwischen 100 und 150 Hausnummern befindet sich etwa zweieinhalb Kilometer nordwestlich der Ellwanger Altstadt, zwischen dem Wald Braune Hardt im Nordwesten, der B 290 im Osten und einer kleinen, baufrei gehaltenen Talmulde im Süden, in der ein Bach ostwärts zur Jagst fließt und dabei einen kleinen Teich durchläuft. Gegenüber auf der Höhe der anderen Talseite reihen sich der Wohnplatz Hinterer Spitalhof, vor allem gewerbliche Bauten und zuletzt eine Straßenmeisterei der L 1060 entlang.
Naturräumlich liegt der Ort in den Ellwanger Bergen. Der Untergrund besteht größtenteils aus Goldshöfer Sanden.

## Geschichte
Der Ort wurde nach 1945 als Arbeitersiedlung im Gewann „Braune Hardt“ angelegt.